# Migliori prestazioni europee nella marcia 20 km
La lista delle migliori prestazioni europee nella marcia 20 km, aggiornata periodicamente dalla World Athletics, raccoglie i migliori risultati di tutti i tempi degli atleti europei nella specialità della marcia 20 km.

## Maschili
Statistiche aggiornate al 18 giugno 2022.
|     | Tempo    | Atleta                     | Luogo     | Data              |
| --- | -------- | -------------------------- | --------- | ----------------- |
| 1.  | 1h16'43" | Sergej Morozov             | Saransk   | 8 giugno 2008     |
| 2.  | 1h17'02" | Yohann Diniz               | Arles     | 8 marzo 2015      |
| 3.  | 1h17'16" | Vladimir Kanajkin          | Saransk   | 29 settembre 2007 |
| 4.  | 1h17'22" | Francisco Javier Fernández | Turku     | 28 aprile 2002    |
| 5.  | 1h17'23" | Vladimir Stankin           | Soči      | 8 febbraio 2004   |
| 6.  | 1h17'25" | Sergej Širobokov           | Čeboksary | 9 giugno 2018     |
| 7.  | 1h17'38" | Valerij Borčin             | Soči      | 28 febbraio 2009  |
| 8.  | 1h17'45" | Massimo Stano              | La Coruña | 8 giugno 2019     |
| 9.  | 1h17'47" | Vasilij Mizinov            | Soči      | 31 gennaio 2022   |
| 10. | 1h18'06" | Viktor Buraev              | Soči      | 4 marzo 2001      |
| 10. | 1h18'06" | Vladimir Parvatkin         | Soči      | 12 marzo 2005     |

## Femminili
Statistiche aggiornate al 18 giugno 2022.
|     | Tempo    | Atleta                        | Luogo     | Data             |
| --- | -------- | ----------------------------- | --------- | ---------------- |
| 1.  | 1h23'39" | Elena Lašmanova               | Čeboksary | 9 giugno 2018    |
| 2.  | 1h24'47" | Ėl'mira Alembekova            | Soči      | 27 febbraio 2015 |
| 3.  | 1h24'50" | Olimpiada Ivanova             | Soči      | 4 marzo 2001     |
| 4.  | 1h24'56" | Ol'ga Kanis'kina              | Soči      | 28 febbraio 2009 |
| 5.  | 1h25'03" | Marina Novikova               | Soči      | 27 febbraio 2015 |
| 6.  | 1h25'04" | Svetlana Vasilyeva            | Soči      | 27 febbraio 2015 |
| 7.  | 1h25'08" | Vera Sokolova                 | Soči      | 26 febbraio 2011 |
| 8.  | 1h25'11" | Anisiya Kornikova-Kirdyapkina | Soči      | 20 febbraio 2010 |
| 9.  | 1h25'18" | Tatyana Gudkova               | Mosca     | 19 maggio 2000   |
| 10. | 1h25'20" | Olga Polyakova                | Mosca     | 19 maggio 2000   |